# Michel Bedetti
Pour les articles homonymes, voir Bedetti.
Michel Bedetti est un acteur, dramaturge, auteur et directeur artistique français.
Il est notamment connu pour être la voix française de M. Krabs et Plankton dans Bob l'éponge, de l'acteur A Martinez et de Kenji Ōba dans la série japonaise X-Or.

## Biographie
Il est formé au Conservatoire national supérieur d'art dramatique, promotion 1964.

### Vie privée
Il est le père du comédien Fabrice Trojani et de la comédienne Vanina Pradier, qu'il a eus avec la comédienne Perrette Pradier.

## Théâtre
- 1957 : On ne badine pas avec l'amour d'Alfred de Musset, mise en scène de Jacques Barral, Les Célestin (Lyon)
- 1958 : Le Bossu de Paul Féval, adaptation de Jacques Béranger, Les Célestin (Lyon)
- 1958 : Lorenzaccio d'Alfred de Musset, mise en scène de Charles Gantillon, Les Célestin (Lyon)
- 1959 : La vie est un songe de Pedro Calderón de la Barca, mise en scène de Charles Gantillon, Les Célestin (Lyon
- 1962 : Le Monstre Turquin de Carlo Gozzi, mise en scène d'André Barsacq, Théâtre de l'Atelier (Paris)
- 1963 : La Robe mauve de Valentine de Françoise Sagan, mise en scène d'Yves Robert, Théâtre des Ambassadeurs[2]
- 1964 : Roméo et Juliette de William Shakespeare, mise en scène de Jean Darnel, théâtre de la Nature Saint-Jean-de-Luz
- 1964 : La Tragédie de la vengeance d'après Cyril Tourneur, mise en scène de Francis Morane et Jean Serge, théâtre Sarah-Bernhardt
- 1964 : Le Monstre Turquin de Carlo Gozzi, mise en scène André Barsacq, théâtre de l'Atelier
- 1964 : Britannicus de Racine, mise en scène Marcelle Tassencourt, théâtre Montparnasse
- 1964 : Théodore, vierge et martyre de Pierre Corneille, mise en scène Jean Serge
- 1966 : L'Écharde de Françoise Sagan, mise en scène Jacques Charon, théâtre du Gymnase
- 1968 : La Dame de Chicago de Frédéric Dard, mise en scène Jacques Charon, théâtre des Ambassadeurs
- 1970 : Marie Tudor de Victor Hugo, mise en scène Georges Werler, théâtre de l'Est parisien
- 1973 : L'Honneur des Cipolino de Jean-Jacques Bricaire et Maurice Lasaygues, mise en scène Michel Roux, théâtre Fontaine

### En tant qu'auteur
- 1983 : Restaurant de nuit, mise en scène Étienne Bierry, théâtre de Poche Montparnasse
- 1984 : Rendez-vous dans le square, mise en scène Pierre Vielhescaze, musique originale Karim Kacel

## Filmographie

### Cinéma
- 1970 : Vertige pour un tueur de Jean-Pierre Desagnat : Francis
- 1974 : Piaf de Guy Casaril : Constantini
- 1980 : Engrenage de Ghislain Vidal : Jeff Santi
- 1983 : En cas de guerre mondiale, je file à l'étranger de Jacques Ardouin : écrivain

### Télévision
- 1965 : Le Théâtre de la jeunesse de Claude Santelli - émission culturelle : André
- 1967 : Malican, père et fils - série télévisée : Patrick Malican
- 1969 : La Robe mauve de Valentine de Robert Crible - téléfilm : Serge
- 1969 : Les Cinq Dernières Minutes, épisode L'Inspecteur sur la piste de Claude Loursais
- 1972 : Les Cinq Dernières Minutes, épisode Le Diable l'emporte de Claude Loursais
- 1973 : La Ligne de démarcation - épisode 1 : Raymond, de Robert Mazoyer (série télévisée) : un évadé
- 1975-1981 : L'inspecteur mène l'enquête - série télévisée : l'inspecteur Tellier
- 1977 : La Mer promise de Jacques Ertaud - téléfilm : Didier Robin
- 1978 : Allégra - téléfilm : Antoine
- 1980 : Julien Fontanes, magistrat de Guy Lefranc, épisode Le cou de taureau - série télévisée : Jean-Luc Pomarède
- 1980 : L'Aéropostale, courrier du ciel de Gilles Grangier - feuilleton télévisé : Paul Vachet

### Au théâtre ce soir
- 1970 : Jupiter de Robert Boissy, mise en scène Jacques-Henri Duval, réalisation Pierre Sabbagh, Théâtre Marigny - Gilbert
- 1973 : La Venus de Milo de Jacques Deval, mise en scène Alfred Pasquali, réalisation Georges Folgoas, Théâtre Marigny - Cauchoy
- 1974 : L'Honneur des Cipolino de Jean-Jacques Bricaire, mise en scène Michel Roux, réalisation Georges Folgoas, théâtre Marigny - Paolo Zucco
- 1974 : Au théâtre ce soir : La Mare aux canards de Marc Cab et Jean Valmy, mise en scène Robert Manuel, réalisation Georges Folgoas, théâtre Marigny - Maxime
- 1975 : Au théâtre ce soir : Trésor party de Bernard Régnier d'après un roman de Wodehouse, mise en scène Jacques Ardouin, réalisation Pierre Sabbagh, théâtre Édouard VII - Bill

## Doublage
Note : Les dates en italique indiquent que la version française dirigée par Michel Bedetti est un redoublage ou un doublage tardif.

### Cinéma

#### Films
- Dennis Hopper dans :
  - Le Fleuve de la mort (1986) : Feck
  - True Romance (1993) : Clifford Worley
  - Les Derniers Jours de Frankie la Mouche (1997) : Frankie
- Michael Callan dans :
  - La Chevauchée des sept mercenaires (1972) : Noah Forbes
  - Lepke, le caïd (1975) : Robert Kane
- Bo Hopkins dans :
  - Les Bootleggers (1973) : Roy Boone
  - Le Jour du fléau (1975) : Earle Shoop
- Kurt Christian (en) dans :
  - Le Voyage fantastique de Sinbad (1974) : Haroun
  - Le Tigre de papier (1975) : Harok
- Robert Duvall dans :
  - La Route (2009) : le vieil homme
  - Les Insoumis (2016) : Chris Bolton
- Jon Voight dans :
  - Le Prix de la loyauté (2008) : Chef Francis Tierney, Sr.
  - Tout... sauf en famille (2008) : Creighton, le père de Kate
- 1968 : Bullitt de Peter Yates : Mike, le tueur (Paul Genge (en))
- 1968 : Skidoo : Geronimo (Thomas Law)
- 1970 : Joe, c'est aussi l'Amérique : Franck Russo (Patrick McDermott)
- 1970 : Dans les replis de la chair : Colin (Emilio Gutiérrez Caba)
- 1971 : Le Dossier Anderson : Kid (Christopher Walken)
- 1971 : Femmes de médecins : l'interne Mike (Anthony Costello)
- 1971 : La Classe ouvrière va au paradis : un ouvrier [Qui ?]
- 1971 : Le Baron rouge : le lieutenant Ernst Udet (Robert La Tourneaux)
- 1973 : Magnum Force : John Davis (David Soul)
- 1974 : Un justicier dans la ville : Jack Toby (Steven Keats)
- 1974 : À cause d'un assassinat : Joseph Frady (Warren Beatty)
- 1974 : La Légende des sept vampires d'or : Hsi Ching (David Chiang)
- 1974 : Ma femme est dingue : Pete Robbins (Michael Sarrazin)
- 1974 : Le Retour du dragon[3] : Low Sing (Mako)
- 1975 : Brannigan : Freddy (Anthony Booth)
- 1975 : Objectif Lotus : Lord Southmere (Derek Nimmo)
- 1976 : Taxi Driver : le client d'Iris [Qui ?]
- 1976 : Marathon Man : Thomas Babington Levy (Dustin Hoffman)
- 1976 : L'inspecteur ne renonce jamais : Lalo (Michael Cavanaugh (en))
- 1977 : Bande de flics : le lieutenant Grimsley (George DiCenzo)
- 1978 : En route vers le Sud : Polty (Gerald H. Reynolds)
- 1979[4] : Star Trek, le film : M. Spock (Leonard Nimoy)
- 1980 : Le Jour de la fin du monde : Brian (Edward Albert)
- 1980 : Virus : Dr Shûzo Yoshizumi (Masao Kusakari)
- 1982 : Frances : Dick Steele (Christopher Pennock (en))
- 1982 : Le Monde selon Garp : Ernie Holm (Brandon Maggart (en))
- 1983 : Dead Zone : Walt (Barry Flatman) et le vice-président (Ken Pogue)
- 1983 : Outsiders : Darrel « Darry » Curtis (Patrick Swayze)
- 1983 : Le Mystère Silkwood : Winston (Craig T. Nelson)
- 1984 : Le Palace en folie : Dr Stan Gassko (William Tepper (en))
- 1984 : L'Épée du vaillant : Oswald (Ronald Lacey)
- 1984 : La Corde raide : le tatoueur (Jonathan Shaw)
- 1986 : 9 semaines 1/2 : Harvey (David Margulies)
- 1992 : The Player : Andy Civella (Dean Stockwell)
- 2001 : Les Visiteurs en Amérique : Byron (John Aylward)
- 2003 : Wonderland : Sam Nico (Ted Levine)
- 2007 : Reservation Road : le sergent Burke (Antoni Corone (en)[5])
- 2008 : Walkyrie : le général de la section en poste dans le désert (Bernard Hill)
- 2010 : Millénium 3 : La Reine dans le palais des courants d'air : Evert Gullberg (Hans Alfredson)
- 2011 : Captain America: First Avenger : le sénateur Brandt (Michael Brandon)
- 2012 : Sinister : le shérif (Fred Dalton Thompson)
- 2012 : Casa de mi padre (es) : Miguel Ernesto (Pedro Armendáriz Jr.)
- 2013 : Texas Chainsaw 3D : Farnsworth (Richard Riehle)
- 2014 : The Rover : Archie (David Field (en))
- 2014 : Duels : le vieux Henry Johnson (Tracey Walter)
- 2014 : Life After Beth : Grand-père Orfman (Garry Marshall)
- 2015 : The Ridiculous 6 : le shérif (Blake Clark)
- 2019 : À couteaux tirés : M. Proofroc (M. Emmet Walsh)

#### Films d'animation
- 1941[n 1] : Dumbo : le corbeau à lunettes et un des clowns (2e doublage)
- 1981[n 2] : Un conte de Noël : Fred et Scrooge jeune homme
- 1987 : Le Pacha et les Chats de Beverly Hills : Chouchou
- 1989 : Madeline : voix additionnelles
- 2001 : Un cadeau pour Sélim : un vendeur (court métrage)
- 2005 : Bob l'éponge, le film : M. Krabs[n 3], Plankton et le cyclope
- 2014 : La Légende de Manolo : le squelette de Luis Sanchez
- 2015 : Bob l'éponge, le film : Un héros sort de l'eau : M. Krabs[n 3] et Plankton
- 2016 : Le Petit Dinosaure : L'Expédition héroïque : Grand-père
- 2020 : Bob l'éponge, le film : Éponge en eaux troubles : M. Krabs[n 3] et Plankton
- 2024 : S.O.S. Bikini Bottom : Une mission pour Sandy Écureuil : M. Krabs et Plankton
- 2025 : Plankton, le film (en) : Plankton et M. Krabs

### Télévision

#### Téléfilms
- 1966[6] : Un nommé Kiowa Jones : Bobby Jack Wilkes (Sal Mineo)
- 1991 : Rage (en) : Paris Trout (Dennis Hopper)
- 1999 : Le Tourbillon des souvenirs : Joe Vega (A Martinez)
- 2001 : Danger à domicile : Charles Sullivan (Wayne Rogers)[7]
- 2013 : À la recherche de l'esprit de Noël : Alan (James Kisicki)[7]

#### Séries télévisées
- A Martinez dans (5 séries) :
  - Santa Barbara (1984-1992) : Cruz Castillo (1288 épisodes doublés)
  - La Loi de Los Angeles (1990-1994) : Daniel Morales (39 épisodes)
  - Profiler (1996-1997) : l'agent Nick « Coop » Cooper (9 épisodes)
  - Esprits criminels (2009) : Bunting (saison 5, épisode 11)
  - Longmire (2012-2013) : Jacob Cheval Noir (1re voix, saison 1)
- Kenji Ōba dans :
  - X-Or (1982-1983) : Gordan / X-Or (44 épisodes)
  - Sharivan (1983-1984) : Gordan / X-Or (51 épisodes)
- John Aylward dans :
  - Urgences (2005-2008) : Dr Donald Anspaugh (2e voix, saisons 12 à 15)
  - Brothers and Sisters (2010) : Joe Rawling (saison 4)
- 1975 : Starsky et Hutch : Billy Harkness (Michael DeLano (en)) (saison 1, épisode 9)
- 1977 : Jésus de Nazareth : Judas (Ian McShane) (mini-série)
- 1977 : L'Âge de cristal : Matthew (Lance LeGault) (épisode 9)
- 1980-1981 : La croisière s'amuse : Tom Bell  / Brian Kiley (David Hasselhoff) (saison 3, épisode 27 et saison 4, épisode 18)
- 1980-1982 : Flamingo Road : Fielding Carlyle (Mark Harmon) (38 épisodes)
- 1981-1982 : Cœur de diamant : Paulo César Ribeiro (Tarcísio Meira) (70 épisodes)
- 1983-1987 : Dallas : Paul Morgan (Glenn Corbett) (1re voix) et le comte Renaldo Marchetta (Daniel Pilon) (9 épisodes)
- 1986-1987 : Le Chevalier lumière : Jake Rizzo (Gil Gerard) (23 épisodes)
- 1986-1987 : Madame est servie : Geoffrey Wells (Robin Thomas (en)) (saison 3)
- 1987-2006 : Amour, Gloire et Beauté : Eric Forrester (John McCook) (1re voix)
- 1991-1994 : Les Sœurs Reed : Mitchell « Mitch » Margolis (Ed Marinaro (en)) (75 épisodes)
- 1995 : Au-delà du réel : L'aventure continue : Charlie Rogers (Tom Butler) (saison 1, épisode 2)
- 1997-1999 : Sunset Beach : Hanks Cummings (John Martin) (159 épisodes)
- 1999-2000 : Farscape : Rorf (Jeremy Sims (en)) (3 épisodes)
- 2004-2009 : Inspecteur Barnaby : Tim Settingfield (Donald Sumpter) (saison 7, épisode 4), le colonel Henry Hammond (Donald Sinden) (saison 11, épisode 1) et Geoffrey Larkin (Clive Wood (en)) (saison 12, épisode 3)
- 2005 : Power Rangers : Super Police Delta : le commandant suprême Fowler Birdy (Paul Norell) (5 épisodes)
- 2006 : New York, unité spéciale : Morton « Morty » Berger (Michael Lerner) (2e voix - saison 7, épisode 14)
- 2007-2008 : Les Sorciers de Waverly Place : Goblin (Brian Scolaro (en)) (saison 1, épisode 7 et saison 2, épisode 8)
- 2007 / 2009 : The Closer : L.A. enquêtes prioritaires : le Père Jack (Mark Rolston) (saison 3, épisode 2 et saison 5, épisode 5)
- 2008 : Les Frères Scott : Mick Wolf (John Doe) (saison 6, épisodes 4 à 6)
- 2010 : Chuck : Craig Turner (Fred Willard) (saison 3, épisode 15)
- 2010-2013 : Borgen, une femme au pouvoir : Svend Åge Saltum (Ole Thestrup (da)) (14 épisodes)
- 2012-2014 : Person of Interest : le conseiller spécial (Jay O. Sanders) (9 épisodes)
- 2013 : Game of Thrones : Tormund (Kristofer Hivju) (1re voix - saison 3, épisode 1)
- 2013 : Esprits criminels : Chip Gordon (Paul Dooley) (saison 8, épisode 14)
- 2013 : Blacklist : Abraham Maltz (Andrew Dice Clay (en)) (saison 1, épisode 8)
- 2013-2014 : Derek : Anthony (Tony Rohr (en)) (7 épisodes)
- 2013-2016 : Ray Donovan : Ezra Goodman (Elliott Gould) (19 épisodes)
- 2015-2016 : Trapped : Guðmundur (Sigurður Karlsson (is))[8] (10 épisodes)
- 2016 : The Girlfriend Experience : Michael Cilic (Nicholas Campbell) (saison 1)
- 2016-2017 : Unbreakable Kimmy Schmidt : Orson Snyder (Harris Yulin) (5 épisodes)
- 2016-2020 : The Ranch : Beau Bennett (Sam Elliott) (80 épisodes)
- 2017 : The Punisher : O'Connor (Delaney Williams) (saison 1)
- 2019-2022 : After Life : le père de Tony (David Bradley) (14 épisodes)
- 2022 : Severance : Jame Eagan (Michael Siberry (en)) (saison 1)

#### Séries d'animation
- 1969[n 4] : Judo Boy : Borgne et Grégory (épisode 1)
- 1969-1971[n 5] : Les Attaquantes : le narrateur (épisode 36)
- 1978-1981[n 5] : Galaxy Express 999 : Takezan et le vieux commandant
- 1980[n 6] : Lone Ranger : Lone Ranger
- 1981[n 7] : Zorro : Don Diego/Zorro
- 1981[n 8] : Les Quatre Filles du docteur March : Dr March
- 1982[n 4] : L'Empire des Cinq : le lieutenant Henry (épisode 19) et Azzuro (épisode 4)
- 1982-1983[n 8] : Gigi : John Wight et Joël la petite frappe
- 1982-1983[n 9] : Cobra : Dan Brad, Gelt (épisode 18) et Joe Hammerbolt
- 1982-1983[n 8] : Lamu : Mendo (voix de remplacement)
- 1983[n 7] : Le Sourire du dragon : le roi Varen, Joseph Muller et Hank (épisode 25)
- 1983[n 9] : Les Biskitts (en) : le roi Max
- 1983 : Les Maîtres de l'univers : Ananda (épisode 9)
- 1983-1986 : G.I. Joe (en) : Divers personnages (voix de remplacement)
- 1984 : Sherlock Holmes : le garde royal et Mack
- 1985[n 10] : Dan et Danny : le chef Goury
- 1985 : Transformers : Trailbreaker, Ratchet, Thundercracker, Starscream (quelques épisodes uniquement)
- 1985-1988 : Clémentine : Alex Dumat (le père de Clémentine)
- 1986[n 11] : Signé Cat's Eyes :  le Commissaire Bruno (redoublage de l'épisode 31)
- 1986-1988 : Juliette je t'aime : voix additionnelles
- 1994 : Iron Man : Tony Stark / Iron Man
- 1994 : Les Contes les plus célèbres : le Magicien, le narrateur (épisode 2 et 11), Miroir, un des nains, le Grand méchant loup, la chenille et le chat du Cheshire
- 1994-1998[n 12] : Spider-Man, l'homme-araignée : J. Jonah Jameson, le Caïd et Tony Stark / Iron Man
- 1994-2001 [n 12]: ReBoot : Megabyte (saisons 1-2), Slash (saisons 1-2), Phong (saisons 1-2) et le capitaine Gavin Capacitor (saison 1)
- 1996[n 13] : L'Incroyable Hulk : Iron Man (épisode 4), le Motard Fantôme (épisode 5), Walter Langkowski (épisode 6), Jefferson Whitedeer (épisode 10), Cliff Walters (épisode 15), Dr Strange (épisode 16), Crusher Creel (épisode 17), l'Abomination (épisode 18) et Scimitar (épisode 20, 1er doublage)
- 1996 : Ivanhoé : Altara le magicien et voix additionnelles
- 1996-1997[n 11] : Dragon Ball GT : Krilin et Suhugoru (épisodes 31 et 36)
- 1996-1997[n 14] : You're Under Arrest : Tom Cannon (2e doublage, épisode 19) et le lieutenant de police (2e doublage, épisode 21)
- 1998 : RoboCop : Alpha Commando : voix additionnelles
- depuis 1999 : Bob l'éponge : M. Krabs[n 3], Plankton, Larry le homard, Patchy le pirate, l'Homme-Sirène, le roi Neptune, Harold Éponge, l'Homme Laser et voix additionnelles
- 2000-2001[n 15] : Vandread : Labat (1re voix, saison 1)
- 2009-2010 : Super Hero Squad : Beta Ray Bill
- 2009-2014[n 16] : Archer : Woodhouse (saisons 1 à 5)
- 2014 : Star Wars : The Clone Wars : le colonel Meebur Gascon (épisode 118)
- 2021 : Kamp Koral : Bob la petite éponge : M. Krabs[n 3], Plankton et Larry le homard
- depuis 2021 : Patrick Super Star : M. Krabs[n 3] et Plankton

### Jeux vidéo
- 2020 : Bob l'éponge : Bataille pour Bikini Bottom - Réhydraté : M. Krabs, Plankton, Larry le homard et l'Homme-Sirène
- 2023 : Bob l'éponge : The Cosmic Shake : M. Krabs, Plankton, Larry le homard et le roi Neptune

### Direction artistique
Note : Les dates en italique indiquent que la version française dirigée par Michel Bedetti est un redoublage ou un doublage tardif.
Films
- Chapitre 27
- Hesher
- The Ward : L'Hôpital de la terreur
- Usurpateur

Séries télévisées
- Amour, Gloire et Beauté
- Andromeda
- Ce que j'aime chez toi
- C'est moi qu'elle aime (en)
- Cœurs rebelles
- Degrassi : La Nouvelle Génération
- Nip/Tuck
- Pasadena
- Santa Barbara
- Sept à la maison
- Shark
- Spin City
- Sunset Beach

Séries d'animation
- 1994-1998 : Spider-Man, l'homme-araignée
- depuis 1999 : Bob l'éponge
- 2021 : Kamp Koral : Bob la petite éponge (avec Barbara Delsol et Isabelle Bertolini)